# Teratocephalus dadayi
Teratocephalus dadayi är en rundmaskart. Teratocephalus dadayi ingår i släktet Teratocephalus och familjen Teratocephalidae. Inga underarter finns listade i Catalogue of Life.